# World Cup 2025 (Tischtennis)
Der Tischtennis-World-Cup 2025 fand für die Männer in seiner 43. Austragung und für die Frauen in seiner 26. Austragung vom 14. bis 20. April 2025 in Macau statt.

## Modus
An jedem Wettbewerb nahmen 48 Spieler teil, die auf 16 Gruppen mit jeweils drei Spielern aufgeteilt wurden, wo diese im Rundenturnier-Modus jeder gegen jeden spielten. Die Gruppenersten qualifizierten sich für die im K.-o.-System ausgetragene Hauptrunde.
In der Gruppenphase wurden in jedem Spiel vier Sätze gespielt (mögliche Ergebnisse waren also 4:0, 3:1 und 2:2), bei Satzgleichheit war der direkte Vergleich (erst Satzverhältnis, dann Punkteverhältnis) ausschlaggebend. Die Hauptrundenspiele wurden im Best-of-Seven-Modus ausgetragen und bestanden somit aus vier bis sieben Sätzen.

## Qualifikation
Automatisch qualifiziert waren der amtierende Weltmeister und amtierende U19-Weltmeister. Über den Asian Cup, den Europe Top 16 Cup, den African Cup, den Oceania Cup und den Panam Cup, die im Februar stattfanden, konnten sich mit den Halbfinalisten bis zu 20 weitere Spieler qualifizieren. Ansonsten wurden die entsprechenden Plätze über die Weltrangliste vergeben, wie auch die übrigen noch nicht vergebenen Startplätze. Falls sich kein Spieler des Gastgeberverbands auf diese Weise qualifizierte, konnte dieser bis zu zwei Spieler nominieren. Pro Verband konnten maximal vier Spieler teilnehmen, außer der Verband stellte den amtierenden (U19-)Weltmeister, dann konnte er bis zu sechs Teilnehmer nominieren.

## Männer

### Gruppenphase

#### Gruppe 1
|             | Ergebnis |                  |
| ----------- | -------- | ---------------- |
| Hwan Bae    | 0:4      | Milosz Redzimski |
| Lin Shidong | 4:0      | Hwan Bae         |
| Lin Shidong | 3:1      | Milosz Redzimski |

| Rang | Land             | Spiele | Punkte |
| ---- | ---------------- | ------ | ------ |
| 1    | Lin Shidong      | 7:1    | 84:46  |
| 2    | Milosz Redzimski | 5:3    | 66:73  |
| 3    | Hwan Bae         | 0:8    | 62:93  |

#### Gruppe 2
|                | Ergebnis |                |
| -------------- | -------- | -------------- |
| Tomislav Pucar | 4:0      | Aditya Sareen  |
| Wang Chuqin    | 4:0      | Aditya Sareen  |
| Wang Chuqin    | 4:0      | Tomislav Pucar |

| Rang | Land           | Spiele | Punkte |
| ---- | -------------- | ------ | ------ |
| 1    | Wang Chuqin    | 8:0    | 90:50  |
| 2    | Tomislav Pucar | 4:4    | 61:67  |
| 3    | Aditya Sareen  | 0:8    | 56:90  |

#### Gruppe 3
|                   | Ergebnis |                   |
| ----------------- | -------- | ----------------- |
| Mohamed El-Beiali | 0:4      | Huang Youzheng    |
| Tomokazu Harimoto | 4:0      | Mohamed El-Beiali |
| Tomokazu Harimoto | 3:1      | Huang Youzheng    |

| Rang | Land              | Spiele | Punkte |
| ---- | ----------------- | ------ | ------ |
| 1    | Tomokazu Harimoto | 7:1    | 84:49  |
| 2    | Huang Youzheng    | 5:3    | 82:57  |
| 3    | Mohamed El-Beiali | 0:8    | 28:88  |

#### Gruppe 4
|               | Ergebnis |                |
| ------------- | -------- | -------------- |
| Nicholas Lum  | 2:2      | Wong Chun Ting |
| Liang Jingkun | 3:1      | Wong Chun Ting |
| Liang Jingkun | 4:0      | Nicholas Lum   |

| Rang | Land           | Spiele | Punkte |
| ---- | -------------- | ------ | ------ |
| 1    | Liang Jingkun  | 7:1    | 84:59  |
| 2    | Wong Chun Ting | 3:5    | 73:79  |
| 3    | Nicholas Lum   | 2:6    | 62:81  |

#### Gruppe 5
|                | Ergebnis |             |
| -------------- | -------- | ----------- |
| Yukiya Uda     | 2:2      | Eugene Wang |
| Hugo Calderano | 3:1      | Yukiya Uda  |
| Hugo Calderano | 3:1      | Eugene Wang |

| Rang | Land           | Spiele | Punkte |
| ---- | -------------- | ------ | ------ |
| 1    | Hugo Calderano | 6:2    | 91:66  |
| 2    | Eugene Wang    | 3:5    | 69:80  |
| 3    | Yukiya Uda     | 3:5    | 65:79  |

#### Gruppe 6
|                 | Ergebnis |             |
| --------------- | -------- | ----------- |
| Finn Luu        | 0:4      | Vitor Ishiy |
| Truls Möregårdh | 4:0      | Finn Luu    |
| Truls Möregårdh | 3:1      | Vitor Ishiy |

| Rang | Land            | Spiele | Punkte |
| ---- | --------------- | ------ | ------ |
| 1    | Truls Möregårdh | 7:1    | 82:49  |
| 2    | Vitor Ishiy     | 5:3    | 71:61  |
| 3    | Finn Luu        | 0:8    | 45:88  |

#### Gruppe 7
|                   | Ergebnis |               |
| ----------------- | -------- | ------------- |
| Álvaro Robles     | 1:3      | Simon Gauzy   |
| Patrick Franziska | 2:2      | Álvaro Robles |
| Patrick Franziska | 2:2      | Simon Gauzy   |

| Rang | Land              | Spiele | Punkte |
| ---- | ----------------- | ------ | ------ |
| 1    | Simon Gauzy       | 5:3    | 81:72  |
| 2    | Patrick Franziska | 4:4    | 70:78  |
| 3    | Álvaro Robles     | 3:5    | 69:70  |

#### Gruppe 8
|              | Ergebnis |              |
| ------------ | -------- | ------------ |
| Anders Lind  | 1:3      | Feng Yi-Hsin |
| Félix Lebrun | 3:1      | Anders Lind  |
| Félix Lebrun | 2:2      | Feng Yi-Hsin |

| Rang | Land         | Spiele | Punkte |
| ---- | ------------ | ------ | ------ |
| 1    | Feng Yi-Hsin | 5:3    | 80:69  |
| 2    | Félix Lebrun | 5:3    | 81:78  |
| 3    | Anders Lind  | 2:6    | 68:82  |

#### Gruppe 9
|               | Ergebnis |                  |
| ------------- | -------- | ---------------- |
| Kao Cheng-Jui | 4:0      | Alfred Dela Pena |
| Darko Jorgić  | 4:0      | Alfred Dela Pena |
| Darko Jorgić  | 3:1      | Kao Cheng-Jui    |

| Rang | Land             | Spiele | Punkte |
| ---- | ---------------- | ------ | ------ |
| 1    | Darko Jorgić     | 7:1    | 88:57  |
| 2    | Kao Cheng-Jui    | 5:3    | 78:69  |
| 3    | Alfred Dela Pena | 0:8    | 48:88  |

#### Gruppe 10
|                 | Ergebnis |                 |
| --------------- | -------- | --------------- |
| Shunsuke Togami | 4:0      | Ovidiu Ionescu  |
| Lin Gaoyuan     | 3:1      | Ovidiu Ionescu  |
| Lin Gaoyuan     | 2:2      | Shunsuke Togami |

| Rang | Land            | Spiele | Punkte |
| ---- | --------------- | ------ | ------ |
| 1    | Shunsuke Togami | 6:2    | 83:70  |
| 2    | Lin Gaoyuan     | 5:3    | 84:73  |
| 3    | Ovidiu Ionescu  | 1:7    | 61:85  |

#### Gruppe 11
|                  | Ergebnis |                  |
| ---------------- | -------- | ---------------- |
| Hiroto Shinozuka | 4:0      | Eric Jouti       |
| Jang Woo-jin     | 4:0      | Eric Jouti       |
| Jang Woo-jin     | 1:3      | Hiroto Shinozuka |

| Rang | Land             | Spiele | Punkte |
| ---- | ---------------- | ------ | ------ |
| 1    | Hiroto Shinozuka | 7:1    | 92:70  |
| 2    | Jang Woo-jin     | 5:3    | 87:80  |
| 3    | Eric Jouti       | 0:8    | 61:90  |

#### Gruppe 12
|           | Ergebnis |                   |
| --------- | -------- | ----------------- |
| Kanak Jha | 4:0      | Horacio Cifuentes |
| Dang Qiu  | 3:1      | Horacio Cifuentes |
| Dang Qiu  | 2:2      | Kanak Jha         |

| Rang | Land              | Spiele | Punkte |
| ---- | ----------------- | ------ | ------ |
| 1    | Kanak Jha         | 6:2    | 80:50  |
| 2    | Dang Qiu          | 5:3    | 82:67  |
| 3    | Horacio Cifuentes | 1:7    | 43:88  |

#### Gruppe 13
|             | Ergebnis |             |
| ----------- | -------- | ----------- |
| An Jae-hyun | 4:0      | Ylane Batix |
| Omar Assar  | 4:0      | Ylane Batix |
| Omar Assar  | 1:3      | An Jae-hyun |

| Rang | Land        | Spiele | Punkte |
| ---- | ----------- | ------ | ------ |
| 1    | An Jae-hyun | 7:1    | 87:55  |
| 2    | Omar Assar  | 5:3    | 78:67  |
| 3    | Ylane Batix | 0:8    | 45:88  |

#### Gruppe 14
|                    | Ergebnis |                    |
| ------------------ | -------- | ------------------ |
| Dimitrij Ovtcharov | 4:0      | Chan Chi In        |
| Lin Yun-ju         | 4:0      | Chan Chi In        |
| Lin Yun-ju         | 1:3      | Dimitrij Ovtcharov |

| Rang | Land               | Spiele | Punkte |
| ---- | ------------------ | ------ | ------ |
| 1    | Dimitrij Ovtcharov | 7:1    | 93:64  |
| 2    | Lin Yun-ju         | 5:3    | 90:67  |
| 3    | Chan Chi In        | 0:8    | 36:88  |

#### Gruppe 15
|               | Ergebnis |            |
| ------------- | -------- | ---------- |
| Oh Junsung    | 4:0      | Dean Shu   |
| Benedikt Duda | 4:0      | Dean Shu   |
| Benedikt Duda | 2:2      | Oh Junsung |

| Rang | Land          | Spiele | Punkte |
| ---- | ------------- | ------ | ------ |
| 1    | Benedikt Duda | 6:2    | 88:59  |
| 2    | Oh Junsung    | 6:2    | 78:61  |
| 3    | Dean Shu      | 0:8    | 43:89  |

#### Gruppe 16
|                | Ergebnis |                     |
| -------------- | -------- | ------------------- |
| Quadri Aruna   | 3:1      | Abdel-Kader Salifou |
| Anton Källberg | 4:0      | Abdel-Kader Salifou |
| Anton Källberg | 4:0      | Quadri Aruna        |

| Rang | Land                | Spiele | Punkte |
| ---- | ------------------- | ------ | ------ |
| 1    | Anton Källberg      | 8:0    | 93:55  |
| 2    | Quadri Aruna        | 3:5    | 73:83  |
| 3    | Abdel-Kader Salifou | 1:7    | 55:83  |

### Hauptrunde
|  | Achtelfinale | Achtelfinale       | Achtelfinale   |                 |                   | Viertelfinale | Viertelfinale | Viertelfinale |  |  | Halbfinale | Halbfinale | Halbfinale |  |  | Finale | Finale | Finale |
|  |              |                    |                |                 |                   |               |               |               |  |  |            |            |            |  |  |        |        |        |
|  | 1            | Lin Shidong        | 4              |                 |                   |               |               |               |  |  |            |            |            |  |  |        |        |        |
|  | 14           | Anton Källberg     | 3              |                 |                   |               |               |               |  |  |            |            |            |  |  |        |        |        |
|  | 14           | Anton Källberg     | 3              | 1               | Lin Shidong       | 4             |               |               |  |  |            |            |            |  |  |        |        |        |
|  |              |                    |                | 1               | Lin Shidong       | 4             |               |               |  |  |            |            |            |  |  |        |        |        |
|  |              |                    | 7              | Truls Möregårdh | 0                 |               |               |               |  |  |            |            |            |  |  |        |        |        |
|  | 38           | Simon Gauzy        | 7              | Truls Möregårdh | 0                 | 2             |               |               |  |  |            |            |            |  |  |        |        |        |
|  | 38           | Simon Gauzy        |                |                 |                   | 2             |               |               |  |  |            |            |            |  |  |        |        |        |
|  | 7            | Truls Möregårdh    | 4              |                 |                   |               |               |               |  |  |            |            |            |  |  |        |        |        |
|  | 7            | Truls Möregårdh    | 4              | 1               | Lin Shidong       | 4             |               |               |  |  |            |            |            |  |  |        |        |        |
|  |              |                    |                | 1               | Lin Shidong       | 4             |               |               |  |  |            |            |            |  |  |        |        |        |
|  |              | 4                  | Liang Jingkun  | 1               |                   |               |               |               |  |  |            |            |            |  |  |        |        |        |
|  | 20           | 4                  | Liang Jingkun  | 1               | An Jae-hyun       | 2             |               |               |  |  |            |            |            |  |  |        |        |        |
|  | 20           |                    |                |                 | An Jae-hyun       | 2             |               |               |  |  |            |            |            |  |  |        |        |        |
|  | 12           | Darko Jorgić       | 4              |                 |                   |               |               |               |  |  |            |            |            |  |  |        |        |        |
|  | 12           | Darko Jorgić       | 4              | 12              | Darko Jorgić      | 2             |               |               |  |  |            |            |            |  |  |        |        |        |
|  |              |                    |                | 12              | Darko Jorgić      | 2             |               |               |  |  |            |            |            |  |  |        |        |        |
|  |              |                    | 4              | Liang Jingkun   | 4                 |               |               |               |  |  |            |            |            |  |  |        |        |        |
|  | 21           | Shunsuke Togami    | 4              | Liang Jingkun   | 4                 | 2             |               |               |  |  |            |            |            |  |  |        |        |        |
|  | 21           | Shunsuke Togami    |                |                 |                   |               |               |               |  |  |            |            |            |  |  |        |        |        |
|  | 4            | Liang Jingkun      | 4              |                 |                   |               |               |               |  |  |            |            |            |  |  |        |        |        |
|  | 4            | Liang Jingkun      | 4              | 1               | Lin Shidong       | 1             |               |               |  |  |            |            |            |  |  |        |        |        |
|  |              |                    |                |                 |                   |               |               |               |  |  |            |            |            |  |  |        |        |        |
|  |              | 5                  | Hugo Calderano | 4               |                   |               |               |               |  |  |            |            |            |  |  |        |        |        |
|  | 3            | 5                  | Hugo Calderano | 4               | Tomokazu Harimoto | 4             |               |               |  |  |            |            |            |  |  |        |        |        |
|  | 3            |                    |                |                 | Tomokazu Harimoto | 4             |               |               |  |  |            |            |            |  |  |        |        |        |
|  | 39           | Feng Yi-Hsin       | 0              |                 |                   |               |               |               |  |  |            |            |            |  |  |        |        |        |
|  | 39           | Feng Yi-Hsin       | 0              | 3               | Tomokazu Harimoto | 1             |               |               |  |  |            |            |            |  |  |        |        |        |
|  |              |                    |                | 3               | Tomokazu Harimoto | 1             |               |               |  |  |            |            |            |  |  |        |        |        |
|  |              |                    | 5              | Hugo Calderano  | 4                 |               |               |               |  |  |            |            |            |  |  |        |        |        |
|  | 23           | Hiroto Shinozuka   | 5              | Hugo Calderano  | 4                 | 1             |               |               |  |  |            |            |            |  |  |        |        |        |
|  | 23           | Hiroto Shinozuka   |                |                 |                   | 1             |               |               |  |  |            |            |            |  |  |        |        |        |
|  | 5            | Hugo Calderano     | 4              |                 |                   |               |               |               |  |  |            |            |            |  |  |        |        |        |
|  | 5            | Hugo Calderano     | 4              | 5               | Hugo Calderano    | 4             |               |               |  |  |            |            |            |  |  |        |        |        |
|  |              |                    |                | 5               | Hugo Calderano    | 4             |               |               |  |  |            |            |            |  |  |        |        |        |
|  |              | 2                  | Wang Chuqin    | 3               |                   |               |               |               |  |  |            |            |            |  |  |        |        |        |
|  | 15           | 2                  | Wang Chuqin    | 3               | Benedikt Duda     | 4             |               |               |  |  |            |            |            |  |  |        |        |        |
|  | 15           |                    |                |                 |                   |               |               |               |  |  |            |            |            |  |  |        |        |        |
|  | 19           | Dimitrij Ovtcharov | 3              |                 |                   |               |               |               |  |  |            |            |            |  |  |        |        |        |
|  | 19           | Dimitrij Ovtcharov | 3              | 15              | Benedikt Duda     | 3             |               |               |  |  |            |            |            |  |  |        |        |        |
|  |              |                    |                | 15              | Benedikt Duda     | 3             |               |               |  |  |            |            |            |  |  |        |        |        |
|  |              |                    | 2              | Wang Chuqin     | 4                 |               |               |               |  |  |            |            |            |  |  |        |        |        |
|  | 24           | Kanak Jha          | 2              | Wang Chuqin     | 4                 | 1             |               |               |  |  |            |            |            |  |  |        |        |        |
|  | 24           | Kanak Jha          |                |                 |                   |               |               |               |  |  |            |            |            |  |  |        |        |        |
|  | 2            | Wang Chuqin        | 4              |                 |                   |               |               |               |  |  |            |            |            |  |  |        |        |        |

## Frauen

### Gruppenphase

#### Gruppe 1
|             | Ergebnis |                  |
| ----------- | -------- | ---------------- |
| Zhang Mo    | 1:3      | Chien Tung-Chuan |
| Sun Yingsha | 4:0      | Zhang Mo         |
| Sun Yingsha | 3:1      | Chien Tung-Chuan |

| Rang | Land             | Spiele | Punkte |
| ---- | ---------------- | ------ | ------ |
| 1    | Sun Yingsha      | 7:1    | 84:39  |
| 2    | Chien Tung-Chuan | 4:4    | 66:73  |
| 3    | Zhang Mo         | 1:7    | 47:85  |

#### Gruppe 2
|             | Ergebnis |                 |
| ----------- | -------- | --------------- |
| Shan Xiaona | 2:2      | Linda Bergström |
| Wang Manyu  | 3:1      | Linda Bergström |
| Wang Manyu  | 4:0      | Shan Xiaona     |

| Rang | Land            | Spiele | Punkte |
| ---- | --------------- | ------ | ------ |
| 1    | Wang Manyu      | 7:1    | 86:60  |
| 2    | Linda Bergström | 3:5    | 72:81  |
| 3    | Shan Xiaona     | 2:6    | 62:79  |

#### Gruppe 3
|              | Ergebnis |              |
| ------------ | -------- | ------------ |
| Yuan Jia Nan | 2:2      | Shao Jieni   |
| Wang Yidi    | 1:3      | Yuan Jia Nan |
| Wang Yidi    | 4:0      | Shao Jieni   |

| Rang | Land         | Spiele | Punkte |
| ---- | ------------ | ------ | ------ |
| 1    | Yuan Jia Nan | 5:3    | 71:71  |
| 2    | Wang Yidi    | 5:3    | 76:56  |
| 3    | Shao Jieni   | 2:6    | 60:80  |

#### Gruppe 4
|               | Ergebnis |               |
| ------------- | -------- | ------------- |
| Lee Eunhye    | 1:3      | Sabine Winter |
| Chen Xingtong | 3:1      | Lee Eunhye    |
| Chen Xingtong | 4:0      | Sabine Winter |

| Rang | Land          | Spiele | Punkte |
| ---- | ------------- | ------ | ------ |
| 1    | Chen Xingtong | 7:1    | 86:55  |
| 2    | Sabine Winter | 3:5    | 70:73  |
| 3    | Lee Eunhye    | 2:6    | 55:83  |

#### Gruppe 5
|              | Ergebnis |              |
| ------------ | -------- | ------------ |
| Dina Meshref | 3:1      | Zhu Chengzhu |
| Kuai Man     | 3:1      | Zhu Chengzhu |
| Kuai Man     | 3:1      | Dina Meshref |

| Rang | Land         | Spiele | Punkte |
| ---- | ------------ | ------ | ------ |
| 1    | Kuai Man     | 6:2    | 80:61  |
| 2    | Dina Meshref | 4:4    | 73:73  |
| 3    | Zhu Chengzhu | 2:6    | 61:80  |

#### Gruppe 6
|             | Ergebnis |            |
| ----------- | -------- | ---------- |
| Han Ying    | 4:0      | María Xiao |
| Satsuki Ōdō | 4:0      | María Xiao |
| Satsuki Ōdō | 3:1      | Han Ying   |

| Rang | Land        | Spiele | Punkte |
| ---- | ----------- | ------ | ------ |
| 1    | Satsuki Ōdō | 7:1    | 80:50  |
| 2    | Han Ying    | 5:3    | 72:56  |
| 3    | María Xiao  | 0:8    | 42:88  |

#### Gruppe 7
|                | Ergebnis |                 |
| -------------- | -------- | --------------- |
| Nina Mittelham | 1:3      | Orawan Paranang |
| Hina Hayata    | 4:–      | Nina Mittelham  |
| Hina Hayata    | 4:0      | Orawan Paranang |

| Rang | Land            | Spiele | Punkte |
| ---- | --------------- | ------ | ------ |
| 1    | Hina Hayata     | 8:0    | 90:32  |
| 2    | Orawan Paranang | 3:5    | 74:73  |
| 3    | Nina Mittelham  | 1:7    | 27:86  |

#### Gruppe 8
|               | Ergebnis |                 |
| ------------- | -------- | --------------- |
| Doo Hoi Kem   | 4:0      | Mariam Alhodaby |
| Miwa Harimoto | 4:0      | Mariam Alhodaby |
| Miwa Harimoto | 4:0      | Doo Hoi Kem     |

| Rang | Land            | Spiele | Punkte |
| ---- | --------------- | ------ | ------ |
| 1    | Miwa Harimoto   | 8:0    | 88:41  |
| 2    | Doo Hoi Kem     | 4:4    | 67:66  |
| 3    | Mariam Alhodaby | 0:8    | 40:88  |

#### Gruppe 9
|                  | Ergebnis |                       |
| ---------------- | -------- | --------------------- |
| Sreeja Akula     | 3:1      | Constantina Psihogios |
| Bernadette Szőcs | 4:0      | Constantina Psihogios |
| Bernadette Szőcs | 4:0      | Sreeja Akula          |

| Rang | Land                  | Spiele | Punkte |
| ---- | --------------------- | ------ | ------ |
| 1    | Bernadette Szőcs      | 8:0    | 89:51  |
| 2    | Sreeja Akula          | 3:5    | 70:76  |
| 3    | Constantina Psihogios | 1:7    | 52:84  |

#### Gruppe 10
|               | Ergebnis |                      |
| ------------- | -------- | -------------------- |
| Kim Nayeong   | 1:3      | Suthasini Sawettabut |
| Cheng I-ching | 4:0      | Kim Nayeong          |
| Cheng I-ching | 3:1      | Suthasini Sawettabut |

| Rang | Land                 | Spiele | Punkte |
| ---- | -------------------- | ------ | ------ |
| 1    | Cheng I-ching        | 7:1    | 86:66  |
| 2    | Suthasini Sawettabut | 4:4    | 74:74  |
| 3    | Kim Nayeong          | 1:7    | 66:86  |

#### Gruppe 11
|              | Ergebnis |              |
| ------------ | -------- | ------------ |
| Huang Yi-hua | 4:0      | Jocelyn Lam  |
| Mima Itō     | 4:0      | Jocelyn Lam  |
| Mima Itō     | 4:0      | Huang Yi-hua |

| Rang | Land         | Spiele | Punkte |
| ---- | ------------ | ------ | ------ |
| 1    | Mima Itō     | 8:0    | 88:50  |
| 2    | Huang Yi-hua | 4:4    | 76:59  |
| 3    | Jocelyn Lam  | 0:8    | 33:88  |

#### Gruppe 12
|                  | Ergebnis |                  |
| ---------------- | -------- | ---------------- |
| Elizabeta Samara | 4:0      | Amy Wang         |
| Shin Yu-bin      | 3:1      | Amy Wang         |
| Shin Yu-bin      | 4:0      | Elizabeta Samara |

| Rang | Land             | Spiele | Punkte |
| ---- | ---------------- | ------ | ------ |
| 1    | Shin Yu-bin      | 7:1    | 86:49  |
| 2    | Elizabeta Samara | 4:4    | 66:74  |
| 3    | Amy Wang         | 1:7    | 58:87  |

#### Gruppe 13
|                 | Ergebnis |             |
| --------------- | -------- | ----------- |
| Hana Goda       | 4:0      | Seak Hui Li |
| Sofia Polcanova | 4:0      | Seak Hui Li |
| Sofia Polcanova | 3:1      | Hana Goda   |

| Rang | Land            | Spiele | Punkte |
| ---- | --------------- | ------ | ------ |
| 1    | Sofia Polcanova | 7:1    | 85:46  |
| 2    | Hana Goda       | 5:3    | 78:59  |
| 3    | Seak Hui Li     | 0:8    | 30:88  |

#### Gruppe 14
|             | Ergebnis |             |
| ----------- | -------- | ----------- |
| Suh Hyo-won | 4:0      | Li Chunli   |
| Lily Zhang  | 4:0      | Li Chunli   |
| Lily Zhang  | 2:2      | Suh Hyo-won |

| Rang | Land        | Spiele | Punkte |
| ---- | ----------- | ------ | ------ |
| 1    | Suh Hyo-won | 6:2    | 85:67  |
| 2    | Lily Zhang  | 6:2    | 78:62  |
| 3    | Li Chunli   | 0:8    | 57:91  |

#### Gruppe 15
|                 | Ergebnis |                 |
| --------------- | -------- | --------------- |
| Prithika Pavade | 2:2      | Annett Kaufmann |
| Adriana Díaz    | 3:1      | Prithika Pavade |
| Adriana Díaz    | 2:2      | Annett Kaufmann |

| Rang | Land            | Spiele | Punkte |
| ---- | --------------- | ------ | ------ |
| 1    | Adriana Díaz    | 5:3    | 79:68  |
| 2    | Annett Kaufmann | 4:4    | 71:72  |
| 3    | Prithika Pavade | 3:5    | 70:80  |

#### Gruppe 16
|                 | Ergebnis |              |
| --------------- | -------- | ------------ |
| Manika Batra    | 4:0      | Maylis Giret |
| Bruna Takahashi | 4:0      | Maylis Giret |
| Bruna Takahashi | 3:1      | Manika Batra |

| Rang | Land            | Spiele | Punkte |
| ---- | --------------- | ------ | ------ |
| 1    | Bruna Takahashi | 7:1    | 89:51  |
| 2    | Manika Batra    | 5:3    | 79:58  |
| 3    | Maylis Giret    | 0:8    | 29:88  |

### Hauptrunde
|  | Achtelfinale | Achtelfinale    | Achtelfinale  |               |                  | Viertelfinale | Viertelfinale | Viertelfinale |  |  | Halbfinale | Halbfinale | Halbfinale |  |  | Finale | Finale | Finale |
|  |              |                 |               |               |                  |               |               |               |  |  |            |            |            |  |  |        |        |        |
|  | 1            | Sun Yingsha     | 4             |               |                  |               |               |               |  |  |            |            |            |  |  |        |        |        |
|  | 13           | Sofia Polcanova | 0             |               |                  |               |               |               |  |  |            |            |            |  |  |        |        |        |
|  | 13           | Sofia Polcanova | 0             | 1             | Sun Yingsha      | 4             |               |               |  |  |            |            |            |  |  |        |        |        |
|  |              |                 |               | 1             | Sun Yingsha      | 4             |               |               |  |  |            |            |            |  |  |        |        |        |
|  |              |                 | 11            | Cheng I-ching | 1                |               |               |               |  |  |            |            |            |  |  |        |        |        |
|  | 6            | Hina Hayata     | 11            | Cheng I-ching | 1                | 3             |               |               |  |  |            |            |            |  |  |        |        |        |
|  | 6            | Hina Hayata     |               |               |                  | 3             |               |               |  |  |            |            |            |  |  |        |        |        |
|  | 11           | Cheng I-ching   | 4             |               |                  |               |               |               |  |  |            |            |            |  |  |        |        |        |
|  | 11           | Cheng I-ching   | 4             | 1             | Sun Yingsha      | 4             |               |               |  |  |            |            |            |  |  |        |        |        |
|  |              |                 |               | 1             | Sun Yingsha      | 4             |               |               |  |  |            |            |            |  |  |        |        |        |
|  |              | 4               | Chen Xingtong | 1             |                  |               |               |               |  |  |            |            |            |  |  |        |        |        |
|  | 12           | 4               | Chen Xingtong | 1             | Bernadette Szőcs | 0             |               |               |  |  |            |            |            |  |  |        |        |        |
|  | 12           |                 |               |               | Bernadette Szőcs | 0             |               |               |  |  |            |            |            |  |  |        |        |        |
|  | 15           | Bruna Takahashi | 4             |               |                  |               |               |               |  |  |            |            |            |  |  |        |        |        |
|  | 15           | Bruna Takahashi | 4             | 15            | Bruna Takahashi  | 1             |               |               |  |  |            |            |            |  |  |        |        |        |
|  |              |                 |               | 15            | Bruna Takahashi  | 1             |               |               |  |  |            |            |            |  |  |        |        |        |
|  |              |                 | 4             | Chen Xingtong | 4                |               |               |               |  |  |            |            |            |  |  |        |        |        |
|  | 10           | Shin Yu-bin     | 4             | Chen Xingtong | 4                | 0             |               |               |  |  |            |            |            |  |  |        |        |        |
|  | 10           | Shin Yu-bin     |               |               |                  |               |               |               |  |  |            |            |            |  |  |        |        |        |
|  | 4            | Chen Xingtong   | 4             |               |                  |               |               |               |  |  |            |            |            |  |  |        |        |        |
|  | 4            | Chen Xingtong   | 4             | 1             | Sun Yingsha      | 4             |               |               |  |  |            |            |            |  |  |        |        |        |
|  |              |                 |               |               |                  |               |               |               |  |  |            |            |            |  |  |        |        |        |
|  |              | 7               | Kuai Man      | 0             |                  |               |               |               |  |  |            |            |            |  |  |        |        |        |
|  | 30           | 7               | Kuai Man      | 0             | Yuan Jia Nan     | 1             |               |               |  |  |            |            |            |  |  |        |        |        |
|  | 30           |                 |               |               | Yuan Jia Nan     | 1             |               |               |  |  |            |            |            |  |  |        |        |        |
|  | 8            | Satsuki Ōdō     | 4             |               |                  |               |               |               |  |  |            |            |            |  |  |        |        |        |
|  | 8            | Satsuki Ōdō     | 4             | 8             | Satsuki Ōdō      | 2             |               |               |  |  |            |            |            |  |  |        |        |        |
|  |              |                 |               | 8             | Satsuki Ōdō      | 2             |               |               |  |  |            |            |            |  |  |        |        |        |
|  |              |                 | 9             | Mima Itō      | 4                |               |               |               |  |  |            |            |            |  |  |        |        |        |
|  | 9            | Mima Itō        | 9             | Mima Itō      | 4                | 4             |               |               |  |  |            |            |            |  |  |        |        |        |
|  | 9            | Mima Itō        |               |               |                  | 4             |               |               |  |  |            |            |            |  |  |        |        |        |
|  | 14           | Adriana Díaz    | 1             |               |                  |               |               |               |  |  |            |            |            |  |  |        |        |        |
|  | 14           | Adriana Díaz    | 1             | 9             | Mima Itō         | 3             |               |               |  |  |            |            |            |  |  |        |        |        |
|  |              |                 |               | 9             | Mima Itō         | 3             |               |               |  |  |            |            |            |  |  |        |        |        |
|  |              | 7               | Kuai Man      | 4             |                  |               |               |               |  |  |            |            |            |  |  |        |        |        |
|  | 7            | 7               | Kuai Man      | 4             | Kuai Man         | 4             |               |               |  |  |            |            |            |  |  |        |        |        |
|  | 7            |                 |               |               |                  |               |               |               |  |  |            |            |            |  |  |        |        |        |
|  | 17           | Suh Hyo-won     | 0             |               |                  |               |               |               |  |  |            |            |            |  |  |        |        |        |
|  | 17           | Suh Hyo-won     | 0             | 7             | Kuai Man         | 4             |               |               |  |  |            |            |            |  |  |        |        |        |
|  |              |                 |               | 7             | Kuai Man         | 4             |               |               |  |  |            |            |            |  |  |        |        |        |
|  |              |                 | 2             | Wang Manyu    | 2                |               |               |               |  |  |            |            |            |  |  |        |        |        |
|  | 5            | Miwa Harimoto   | 2             | Wang Manyu    | 2                | 3             |               |               |  |  |            |            |            |  |  |        |        |        |
|  | 5            | Miwa Harimoto   |               |               |                  |               |               |               |  |  |            |            |            |  |  |        |        |        |
|  | 2            | Wang Manyu      | 4             |               |                  |               |               |               |  |  |            |            |            |  |  |        |        |        |